# Nelson Ávila (bailarín)
Héctor Nelson Ávila, conocido artísticamente como Nelson Ávila (n. Chivilcoy, 7 de agosto de 1940) es un destacado bailarín de tango y coreógrafo argentino. Artísticamente también es conocido por la pareja de baile Nélida y Nelson que integra junto a Nelson Ávila desde 1970, así como por la pareja Nelson y Madalyn Ávila. Es conocido mundialmente por integrar los elencos de los espectáculos Tango Argentino, estrenado en 1983, por el que resultó nominado con los demás bailarines en 1986 a los Premios Tony por la mejor coreografía.

## Biografía
Nacido en Chivilcoy comenzó a estudiar danzas folklóricas a la edad de 9 años. A los 18 años debutó profesionalmente en Buenos Aires, trabajando en espectáculos teatrales televisivos y de cine.
En 1970 conoció a la bailarina Nélida Rodríguez, con quien integró una pareja con el nombre artístico de Nélida y Nelson. Poco después forman un elenco integral de tango bajo su dirección, realizando giras por diversos países de América Latina.
En 1983 integraron el elenco que estrenó en París el exitoso espectáculo Tango Argentino de Claudio Segovia y Héctor Orezzoli, que impulsó el renacimiento mundial del tango y se mantuvo girando por el mundo durante una década, actuando en todas sus presentaciones. Por la representación de ese espectáculo en Broadway fue nominado con los demás bailarines en 1986 en los Premios Tony por la mejor coreografía.
En 1988 se presentan en el popular programa de la televisión italiana Fantástico, conducido por Adriano Celentano y realizan un especial con Astor Piazzolla y Gerry Mulligan.
En 1989 actuaron en la película Tango Bar de Marcos Zurinaga y diseñaron su propio espectáculo, Tango 89, presentado Japón.
En 1991 diseñaron la coreografía del show Una noche en Buenos Aires, presentado en varias ciudades de Brasil, con parte del elenco de Tango Argentino: el Sexteto Mayor, Osvaldo Berlingieri y Raúl Lavié.
En 1992 fueron contratados para realizar la coreografía del espectáculo “Campo y Ciudad” en la Expo Sevilla 92. En 1994 llevan a escena un nuevo espectáculo propio, Buenos Aires... TANGO, con Atilio Stampone, recorriendo Canadá, Nueva York, Madrid, Barcelona, Lisboa y El Cairo, entre otras ciudades.
Integró el elenco que presentó Forever Tango en Broadway en 2004, continuando con el elenco en la gira por Roma, Chicago, Toronto, Filadelfia y Detroit. En 2006 bailó con la compañía Che Tango.
Nelson Ávila se radicó en Nueva York, donde formó pareja de vida y de baile con Madalyn.

## Filmografía
- Tango Bar (1989) de Marcos Zurinaga